# 奥様ジャーナル
『奥様ジャーナル』（おくさまジャーナル）は、愛知県西部及び岐阜県南部をエリアとして配布されていたフリーペーパーである。愛知県名古屋市中村区名駅に本社を置く「株式会社奥様ジャーナル」が発行していた。公称発行部数145,550部、月2回発行。

## 概要
1963年（昭和38年）、中日新聞社と名古屋鉄道の共同出資を得て「株式会社奥様ジャーナル」が設立され、創刊。配布は発行元から委託された配布員が個別に配達する仕組みを取っていた。またエリア内のスーパーマーケットにも設置されていた。2014年（平成26年）3月21日号（第1743号）で廃刊、同月末日に会社が解散された。
その後2014年（平成26年）10月に株式会社奥様ジャーナルプラスが設立され、フリーペーパー「奥様ジャーナルプラス」を新たに創刊した。

## 内容
30歳代から50歳代の主婦向けに編集され、1面には話題の芸能人を取り上げた特集が組まれる。この他、生活に密着した話題が多く扱われた。

## 関連事項
- 飛騨川バス転落事故 - 同社の主催で行なわれたバスツアーが被害を受けた。
- 中日ショッパー - 中日新聞東海本社管内で中日ショッパー社によって発行されるフリーペーパー。